# Slaget vid Borodino
Slaget vid Borodino (ryska: Бородино) den 7 september 1812 var det största och blodigaste fältslaget under Napoleons fälttåg i Ryssland under Napoleonkrigen. Den franska Grande Armée under kejsar Napoleon I anföll den kejserliga ryska armén under general Michail Kutuzov nära byn Borodino, väster om staden Mozjajsk. Fransmännen lyckades erövra ryssarnas positioner på slagfältet, men misslyckades med att förinta den ryska armén. Ungefär en tredjedel av Napoleons soldater dödades eller sårades, och de ryska förlusterna var ungefär lika många. Ryssarna tvingades till reträtt och vägen till Moskva låg öppen för Napoleon.

## Bakgrund
I juni 1812 marscherade Napoleon in i Ryssland. Den ryske krigsministern Michail Barclay de Tolly tillämpade den "brända jordens taktik", det vill säga att han lät trupperna retirera och förstörde de områden dessa lämnade, för att inte ge fienden någon fördel. Den 29 augusti ersattes han av Michail Kutuzov. När Napoleon närmade sig Moskva beslöt man att försöka stoppa hans framfart genom att gå in i batalj. Vid byn Borodino i guvernementet Moskva, cirka 10 mil väster om Moskva, fann han lämplig terräng och lät bygga omfattande befästningsarbeten med början den 3 september. 

## Stridande styrkor
Den ryska armén genomgick en rad av reformer som började år 1802. Man skapade regementen av tre bataljoner, och varje bataljon bestod av fyra kompanier. De ryska nederlagen vid Austerlitz, Eylau och Friedland ledde till ytterligare reformer, men på grund av tre krig med Frankrike, ett med Sverige och två med det ottomanska riket hade man ont om tid med att fullborda dessa reformer fullt ut. Ett avdelningssystem infördes år 1806, och armékårer bildades år 1812, med influenser från den preussiska armén. Vid tiden för slaget hade den ryska armén förändrats mycket från den styrka som stred mot Frankrike under 1805-1807.
De ryska styrkorna som var närvarande vid slaget bestod av 180 infanteribataljoner, 164 kavalleriskvadroner, 20 kosackregementen och 55 artilleribatterier (637 artilleripjäser). Totalt satte ryssarna in 155 200 soldater. Det fanns dessutom 10 000 kosacker samt 33 000 ryska milismän i området, men som inte deltog i striden. Efter slaget delades milisenheterna upp för att ge förstärkningar till de uttröttade infanteribataljonerna. Av de 637 ryska artilleripjäserna var 300 i reserv och många av dessa fick inte delta i striden. 
Enligt militärhistorikern Alexander Mikaberidze var den franska armén under slaget i bästa skick med god marginal. Genom arvet från den franska kungen och dess sammanslagning med formationerna från den franska revolutionen och Napoleons reformer hade den förvandlats till Europas bästa armé sedan 1805. Varje armékår inom den franska armén var i själva verket sin egen miniarmé som deltog i strider oberoende av övriga armékårer. 
De franska styrkorna bestod av 214 infanteribataljoner, 317 kavalleriskvadroner och 587 artilleripjäser, sammanlagt 128 000 soldater. Men det franska imperialgardet, som bestod av 30 infanteribataljoner, 27 kavalleriskvadroner och 109 artilleripjäser (sammanlagt 18 500 soldater), fick aldrig delta i slaget.

## Slaget

### Truppernas ställningar

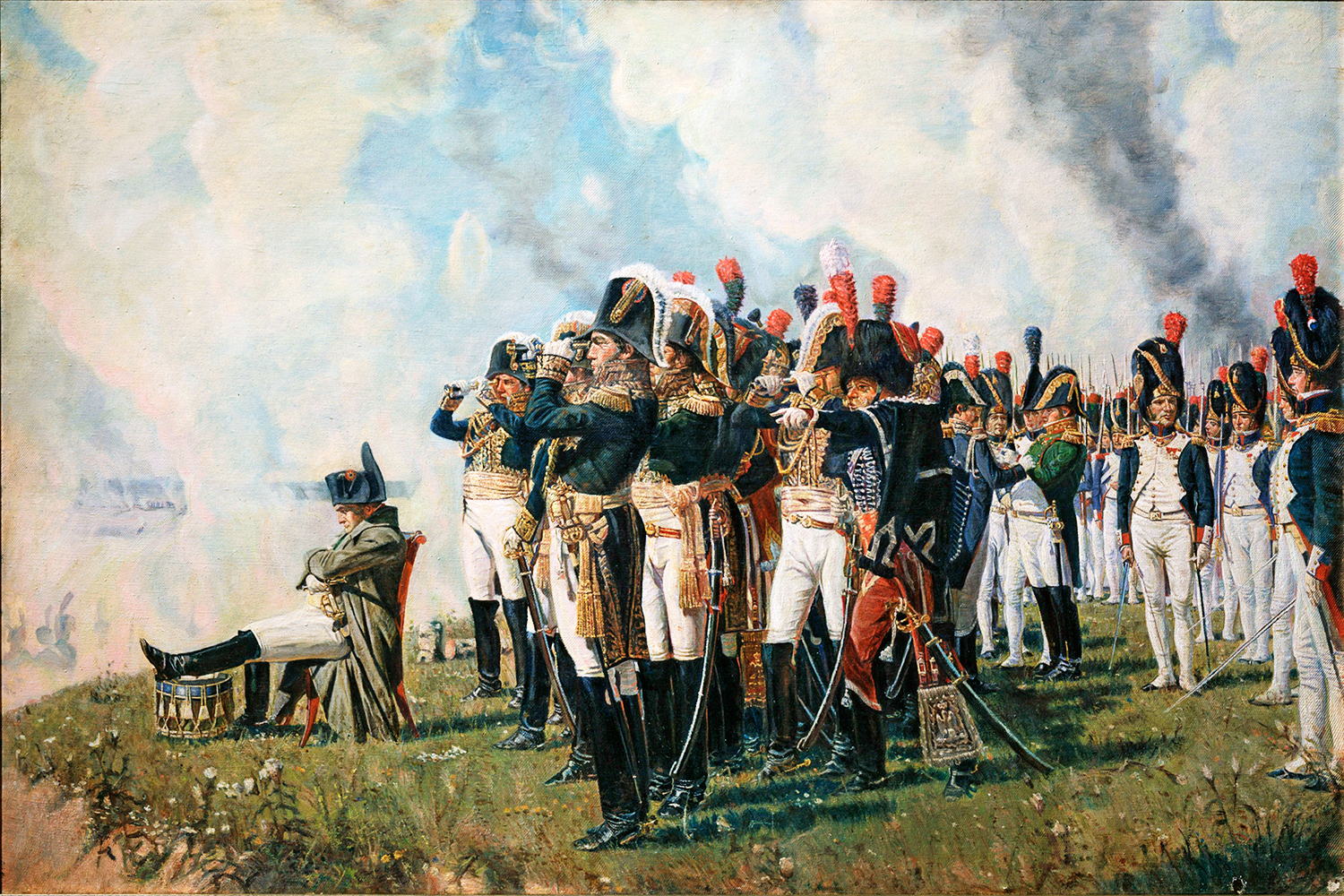
Napoleon I på Borodinohöjderna, av Vasilij Veresjtjagin, 1897

Den ryska ställningen vid Borodino bestod av en rad osammanhängande jordvallar som gick i en båge från Moskvafloden till höger, längs dess biflod Kolotja (vars branta banker lades till försvaret) och mot byn Utitsa till vänster . Täta skogar var insprängda längs den ryska vänsterflygeln och centern (på den franska sidan av Kolotja), vilket gjorde det svårt för fransmännen att placera och kontrollera sina styrkor där. Den ryska centern försvarades av ”Rajevskijs redutt”, en gigantisk jordvall med nitton 12-pundiga kanoner som hade ett tydligt skottfält hela vägen till Kolotja-strömmens stränder.

Kutuzov var mycket bekymrad över att fransmännen kunde ta den nya Smolenskvägen runt hans positioner och vidare till Moskva. Han beslutade att placera den mer kraftfulla första ryska armén under Barclay till den högra flygeln, i starka ställningar som nästan var oangripbara för fransmännen. Den andra ryska armén under Bagration förväntades att hålla den vänstra flygeln. Sjevardinos fall förtöjde den ryska vänsterflygeln men Kutuzov, trots upprepade anbud från sina generaler om att omplacera sina trupper, gjorde inget för att ändra dessa inledande dispositioner. Så när striden påbörjades och som snarare blev en defensiv än en offensiv strid för ryssarna blev deras tunga övervikt i artilleri förspillt på en högerflygel som aldrig skulle bli angripen, medan det franska artilleriet var en av anledningarna till Napoleons seger. Toll och andra officerare försökte med att dölja sina misstag i denna placering och senare försök av historiker skulle förvärra detta problem. Även Clausewitz klagade över Tolls dispositioner att dessa var för tunna och djupa att det skulle kosta onödiga förluster från artillerield. Därmed var den ryska ställningen bara cirka 8 kilometer lång med cirka 80 000 man av den första armén på högerflygeln och 34 000 man av den andra armén på vänsterflygeln.

### Slagets början

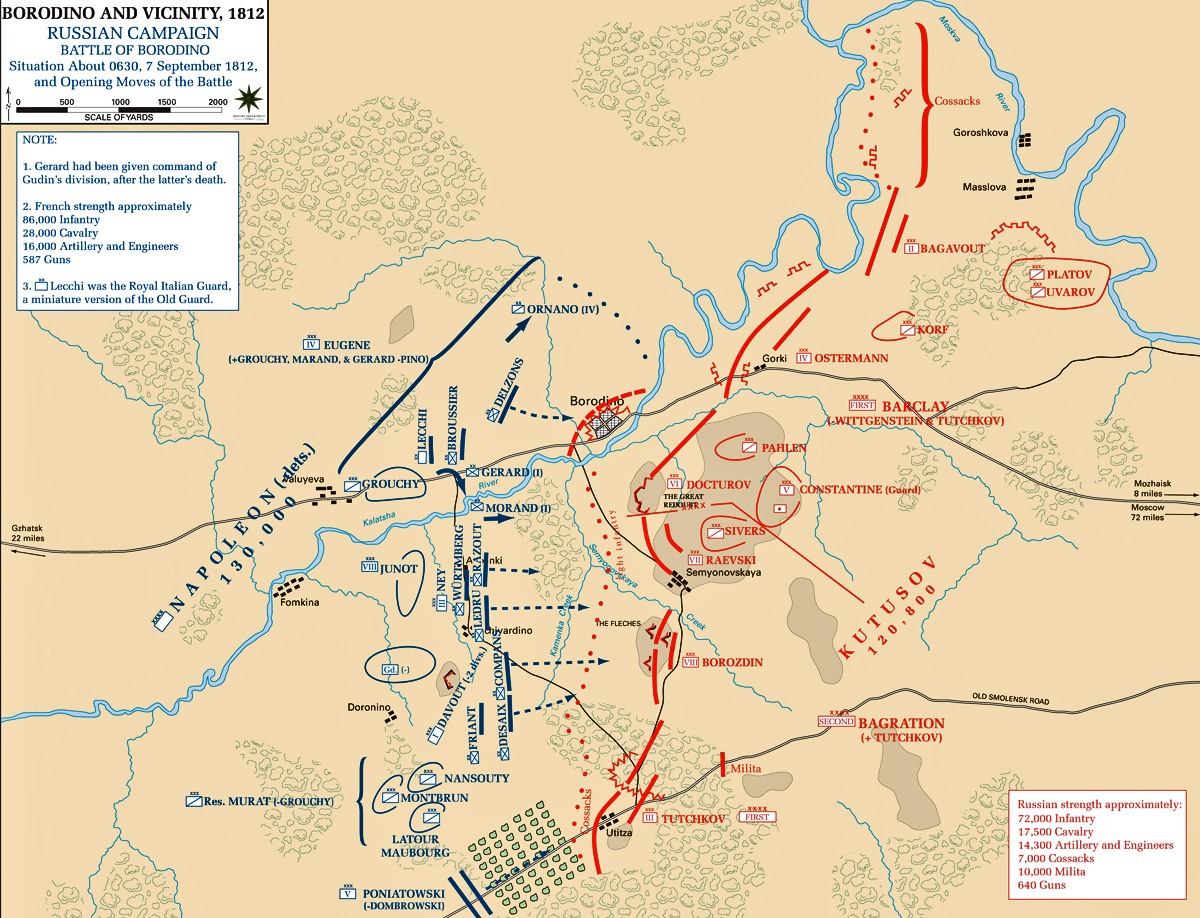
Karta över truppernas uppställningar under slagets början, kl. 06:30.

Den första trupprörelsen var på Bagrations befästningar, som hade förutspåtts av både Barclay de Tolly och Bagration. Napoleon, som tog befälet över de franska styrkorna, gjorde liknande misstag som sin ryska motståndare. Han gjorde ineffektiva trupplaceringar och utnyttjade därför inte den ryska linjens svagheter. Trots marskalk Davouts förslag om en manöver för att omringa den svaga ryska vänsterflygeln beordrade kejsaren istället Davouts första armékår att gå rakt in i den ryska försvarsfronten, medan en flankerande manöver skulle genomföras av den svagare 5:e armékåren under prins Poniatowski. Det grundläggande franska anfallet syftade till att erövra de tre ryska ställningarna som fick det gemensamma namnet Bagrations skansar (rysk: багратионовы флеши), fyra pilspetsformade jordvallar som bågade ut till vänster framför Kolotjafloden. Dessa ställningar hjälpte till med att stödja den ryska vänsterflygeln. Skansarna understöddes av artilleri från byn Semjanovskaja, vars höjd dominerade den andra sidan av Kolotja. 
Slaget påbörjades kl. 06:00 när 102 kanoner från det franska storbatteriet öppnade eld mot den ryska centern. Davout skickade Compans avdelning mot den sydligaste skansen, medan Dessaixs avdelning löpte ut mot vänster. När Compans lämnade skogen på Kolotjas bortre strand besköts han av ryska kanoner. Både Compans och Dessaix blev skadade men fransmännen fortsatte sitt anfall. Davout fick syn på förvirringen och måste personligen leda det 57:e linjeregementet (Le Terrible) framåt tills han fick sin häst skjuten under honom; han föll så hårt att general Sorbier rapporterade honom som stupad. General Rapp kom för att ersätta honom, bara för att finna Davout vid liv och fick återigen leda sitt regemente framåt. Rapp ledde sedan det 61:a linjeregementet framåt tills han blev sårad. Vid kl. 07:30 hade Davout erövrat de tre skansarna. Prins Bagration ledde snabbt en kontring som drev fransmännen bort från ställningarna, för att sedan möta marskalk Michel Ney som med det 24:e regementet återtog skansarna. Bagration bad Barclay om stöd och ignorerade Kutuzov helt och hållet. Barclay svarade snabbt och skickade tre gardesregementen, åtta grenadjärbataljoner och tjugofyra 12-pundiga kanoner på sitt bästa tempo för att förstärka Semyanovskaya. Prins Bagration blev sårad här kl. 09:30 medan överste Toll och Kutuzov förflyttade reservgardesenheterna framåt så tidigt som kl. 09:00.

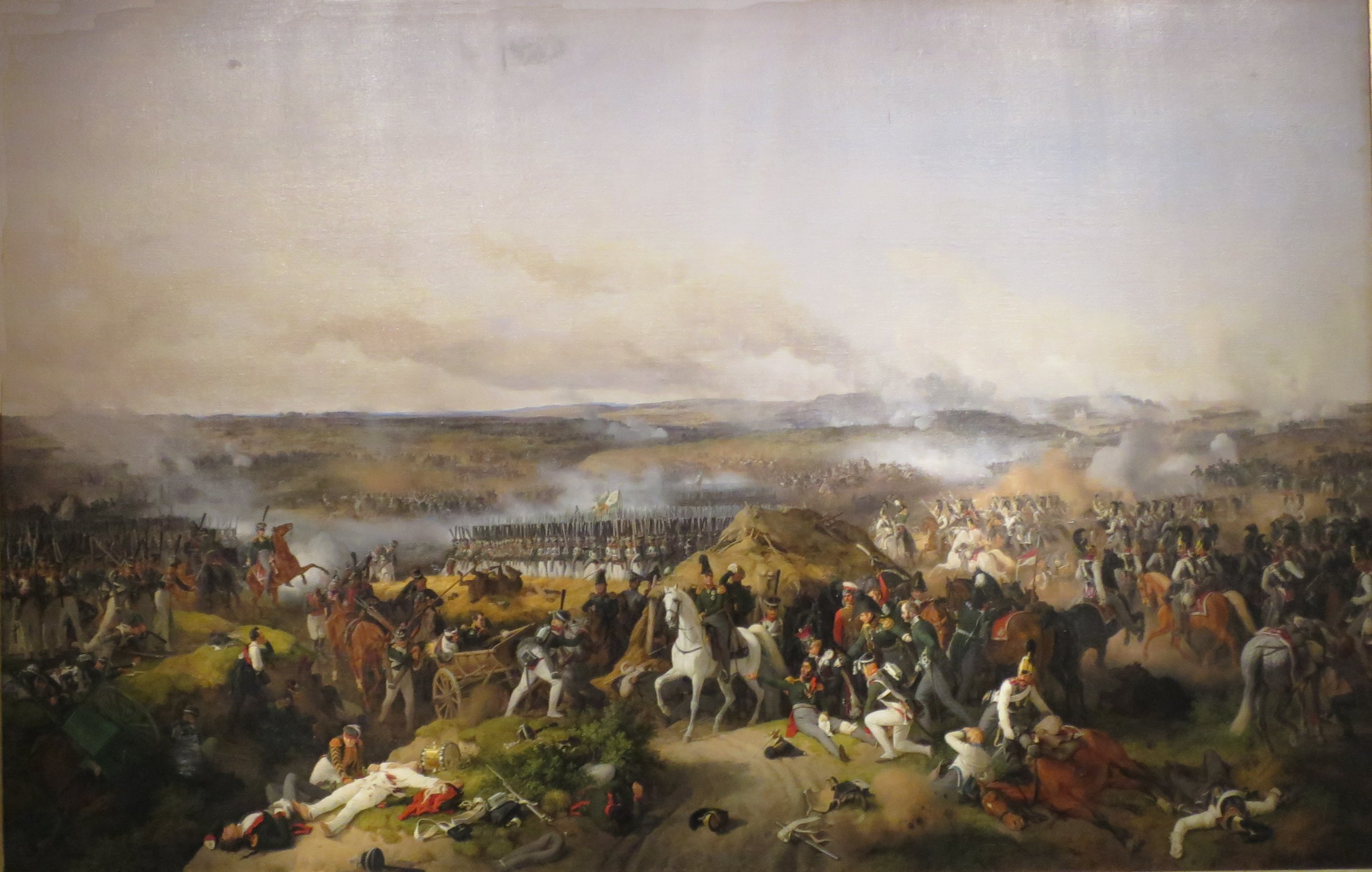
Slaget vid Borodino, av Peter von Hess, 1843.

Under dessa förvirrade strider ryckte de franska och ryska trupperna framåt i ogenomtränglig rök och pulvriserades av skott från artilleri och musketerare som även med Napoleons normer var oerhört förskräckliga. Fotsoldater och ryttare hade svårt att manövrera över staplar av sårade och dödade soldater. Murat ryckte fram med sina ryttare runt skansarna för att anfalla Bagrations fotsoldater, men konfronterades av Dukas 2:a kyrassiäravdelning understödda av Neverovskys infanteri. Denna motattack fick Murat att söka skydd bakom allierade fotsoldater från Württemberg. Barclays förstärkningar skickades in i striden, dock bara för att bli slitna i stycken av det franska artilleriet, vilket fick Friants avdelning att ta kontrollen över ryssarnas främre ställning vid kl. 11:30. All damm, rök, förvirring och utmattning hindrade de franska befälhavarna på slagfältet (Davout, Ney och Murat) från att begripa att alla ryssar framför dem hade fallit tillbaka, var i oordning och mogna att anfallas. Napoleon, som led av en förkylning och var för långt från händelserna så att han inte kunde observera vad som pågick i slaget, vägrade att skicka förstärkningar till sina underordnade; han var tveksam till att släppa lös sin sista reserv, det franska imperialgardet, så långt från Frankrike.

### Anfallen mot Rajevskijs redutt

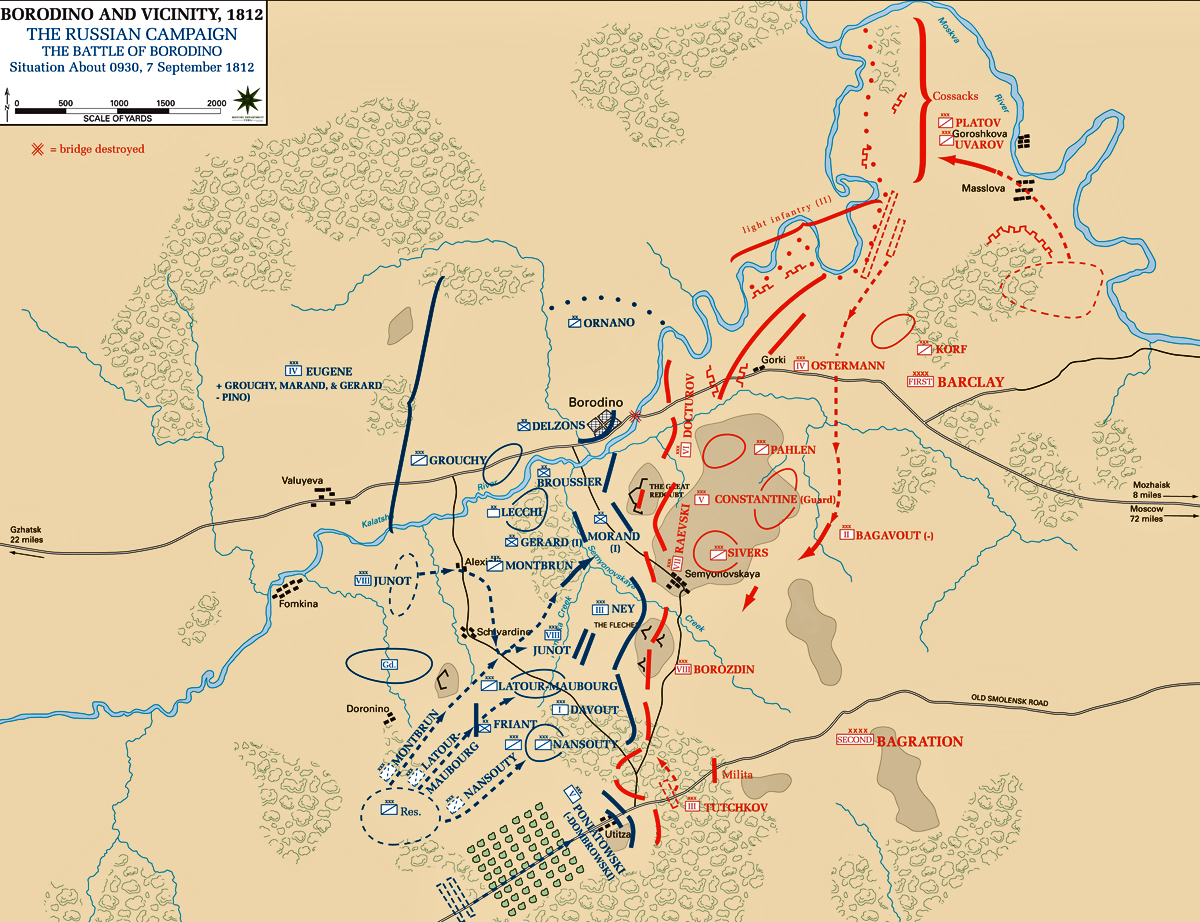
Truppernas uppställningar kl. 09.30. De franska trupperna anfaller de ryska försvarsverken.

Prins Eugène de Beauharnais ryckte fram med sin kår mot Borodino, stormar byn och intar den från de ryska gardesjägarna. Men de framryckande kolonnerna förlorade snabbt sin sammanhållning. Strax efter sin stormning av Borodino möttes de av de ryska kolonnerna och drog sig tillbaka till byn. General Delzons skickades till Borodino för att hindra ryssarna från att återta den. Morands avdelning korsade därefter den norra sidan av Semyenovka-strömmen, medan resten av Eugènes trupper korsade de tre broarna över Kolotja i söder och placerade dem på samma sida av ån som ryssarna. Han utplacerade då de flesta av sitt artilleri och började bombardera ryssarna tillbaka mot Rajevskijs redutt. Broussiers och Morands avdelningar ryckte därefter fram tillsammans med rasande stöd från artilleri. Redutten utväxlades medan Barclay tvingades att personligen samla ihop Paskevitchs flyende regemente. Kutuzov beordrade sedan Jermolov att vidta åtgärder. Generalen förde fram tre batterier ridande artilleri som började spränga den öppna redutten, medan den 3:e bataljonen av Ufaregementet och två jägarregementen utskickade av Barclay rusade in med bajonetter för att eliminera Bonamis brigad. De ryska förstärkningarna lyckades återta redutten.
Eugènes artilleri fortsatte att bombardera de ryska stödkolonnerna, medan marskalkarna Ney och Davout organiserade en korseld med artilleri utplacerad på Semjonovskajhöjderna. Barclay kontrade genom att flytta den preussiska generalen Eugen över till höger för att stödja Miloradovitj i sitt försvar av redutten. Fransmännen svarade på detta drag genom att skicka fram general Sorbier, befälhavare för imperialgardets artilleri. Sorbier tog fram 36 artilleripjäser från imperialgardets artilleripark och tog även befälet över 49 stycken hästartilleripjäser från Nansoutys första kavallerikår och La Tour-Maubourgs fjärde kavallerikår, liksom av prins Eugènes eget artilleri, och påbörjade en massiv artilleribeskjutning. När Barclay förde fram trupper mot en anfallande fransk brigad beskrev han det som "en promenad i helvetet". Under stridens höjdpunkt fattade Kutuzovs underordnade alla beslut åt honom; enligt överste Karl von Clausewitz, känd för sitt verk Om kriget, ”verkade den ryska generalen vara i trans”. När general Kutisov, befälhavare för artilleriet, stupade i strid användes inte de flesta av de ryska kanonerna på de bakre kullarna och fick aldrig delta i striden, medan det franska artilleriet vållade förödelse för ryssarna. 

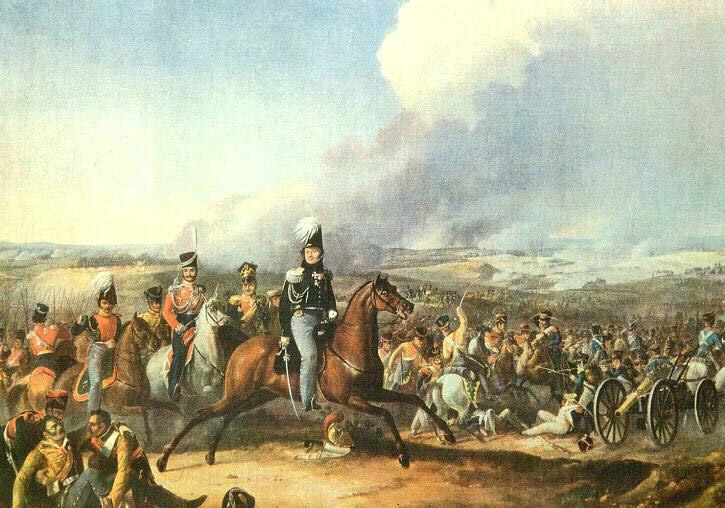
Den ryske generalen Uvarovs anfall vid Borodino, av Auguste-Joseph Desarnod.

På morgonen av slaget, vid kl. 07:30, hade patruller bestående av donkosacker från Matvej Platovs pulk upptäckt ett vadställe över Kolotjafloden, på den ryska yttre högra (norra) flygeln. Platov, som såg att marken framför dem var tom på fientliga styrkor, såg en möjlighet att gå runt den franska vänsterflygeln och in i fiendens rygg. Han skickade genast en av sina medhjälpare för att be om tillåtelse från Kutuzov för en sådan manöver. Platovs medhjälpare hade tur nog att stöta på överste von Toll, en energisk medlem av Kutuzovs stab, som föreslog att general Uvarovs första kavallerikår skulle delta i manövern och erbjöd sig att lägga fram planen för överbefälhavaren. Tillsammans gick de för att träffa Kutuzov, som nonchalant gav sin tillåtelse. Det fanns dock ingen tydlig plan och inga mål hade utarbetats, varvid hela manövern tolkades av både Kutuzov och Uvarov som en krigslist. Uvarov och Platov ryckte då fram med bara cirka 8 000 ryttare och 12 kanoner utan stöd från infanteriet. Medan Uvarov flyttade mot sydväst och söder och Platov flyttade västerut kom de så småningom till vicekung Eugènes fjärde kårs försvarslösa rygg. Det var mot middagstid som Eugène fick order om att göra ytterligare ett anfall mot Rajevskijs redutt. När massvis av fientliga ryttare plötsligt kom fram så nära kejsarens högkvarter orsakade det stor panik och fasa och Eugène uppmanades att omedelbart avbryta sitt anfall och dra tillbaka hela sin kår västerut för att ta itu med denna oroande situation. 
Samtidigt försökte de två ryska kavalleribefälhavarna att anfalla varje fransk fotsoldat som de kunde hitta i närheten, men då de inte hade några egna fotsoldater fick de dåligt samordnade ryska anfallen inget resultat. Då de inte kunde göra något annat flyttade Platov och Uvarov tillbaka till sina egna linjer och deras manöver bedömdes som ett fiasko av både Kutuzov och den ryska generalstaben. Men anfallet, som det snart skulle visa sig, spelade en viktig del för slagets utgång, eftersom det försenade den fjärde armékårens anfall mot Rajevskijs redutt för två avgörande timmar. Under dessa två timmar kunde ryssarna på nytt undersöka situationen, inse Bagrations andra armés fruktansvärda tillstånd och skicka förstärkningar till frontlinjen. Under tiden hade vicekung Eugènes armékårs reträtt lämnat kvar Montbruns andra franska kavallerikår för att fylla luckan under ständig beskjutning, som användes och demoraliserade dessa ryttare, vilket minskade deras stridsduglighet kraftigt. Fördröjningen stred mot en militär regel som kejsaren hade sagt ett flertal gånger: "Jag kan återta mark, men aldrig tiden". Dessutom bidrog kosackernas överraskande attack till Napoleons senare beslut att inte skicka sitt imperialgarde till strid.

### Rajevskijs redutt erövras

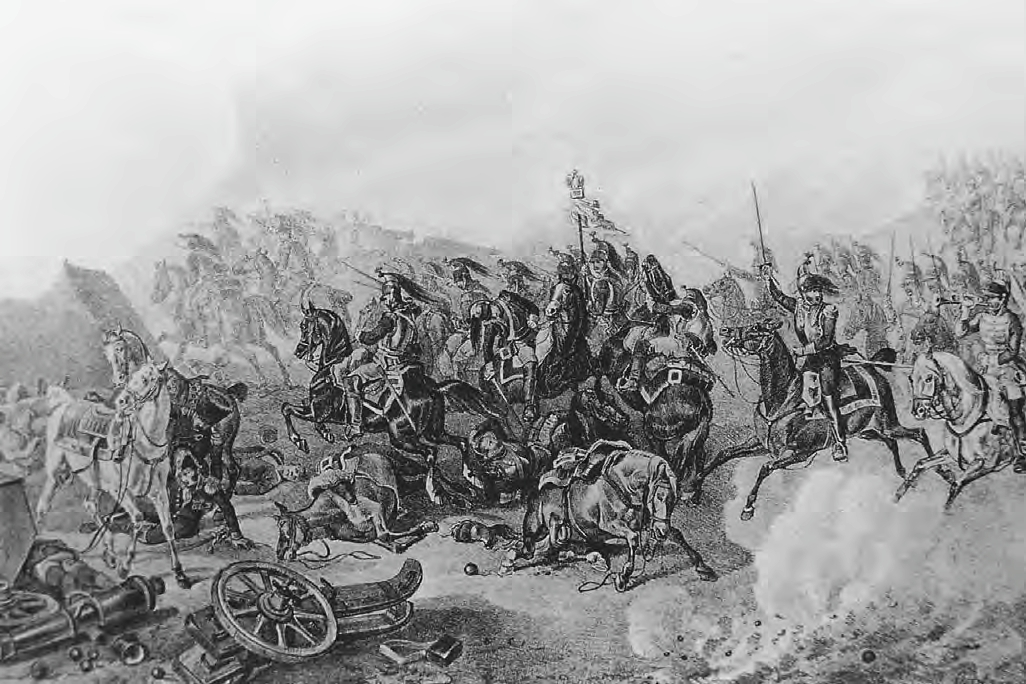
Franska kyrassiärer anfaller "Rajevskijs redutt", av Theodor Rehtwisch, 1913.

Kl. 14:00 gjorde Napoleon ett förnyat anfall mot redutten, då Broussiers, Morands och Gérards avdelningar påbörjade ett stort frontalangrepp, med Chastels lätta kavalleriavdelning på sin vänsterflygel och den andra reservkavallerikåren på sin högerflygel. Ryssarna sände in Likhachovs 24:e avdelning i striden. Dessa kämpade mycket tappert under Likachevs motto: "Bröder, bakom oss ligger Moskva!" Men de franska trupperna närmade sig alltför nära för kanonerna att ge eld, och artilleristerna blev tvungna att använda allt de kunde för att bekämpa sina fiender. General Caulaincourt beordrade Watiers kyrassiäravdelning att leda anfallet. Barclay såg Eugènes förberedande anfall och kontrade det genom att flytta sina styrkor dit. Det franska artilleriet började dock bombardera den grupperande styrkan samtidigt som den omgrupperade. Caulaincourt ledde Watiers kyrassiärers anfall i luckan på baksidan av redutten och mötte sin död när han blev träffad av en rysk musketerare. General Thielmann ledde sedan åtta sachsiska och två polska kavalleriskvadroner mot baksidan av redutten, medan underofficerare och officerare från hans befäl faktiskt tvingade sina hästar att ta sig igenom reduttens skottgluggar, vilket orsakade förvirring som lät det franska kavalleriet och infanteriet att ta ställning. Båda sidor var oerhört utmattade och endast artilleriet var fortfarande i gott skick. Vid kl. 15:30 föll Rajevskijs redutt med de flesta av den 24:e avdelningens trupper. Samtliga ryska artillerister i Rajevskijs redutt dog strax bredvid sina kanoner, och general Likhatjov tillfångatogs av fransmännen. Samtidigt dog 1 000 av Caulaincourts franska kyrassiärer, inklusive Caulaincourt själv. Däremot hade Rajevskijs redutts fall inte stor betydelse. De ryska trupperna flyttades till baksidan av redutten utan att ha blivit eliminerade (trots svåra förluster). Så trots att ryssarna förlorade vissa områden på slagfältet lyckades de förhindra den ryska formationen från att kollapsa. På den franska sidan kostade förstärkningen av Rajevskijs redutt stora förluster och efter det beordrade Napoleon själv sina trupper att retirera till deras tidigare startlinje. Ryssarna återtog senare sina tidigare ställningar. 

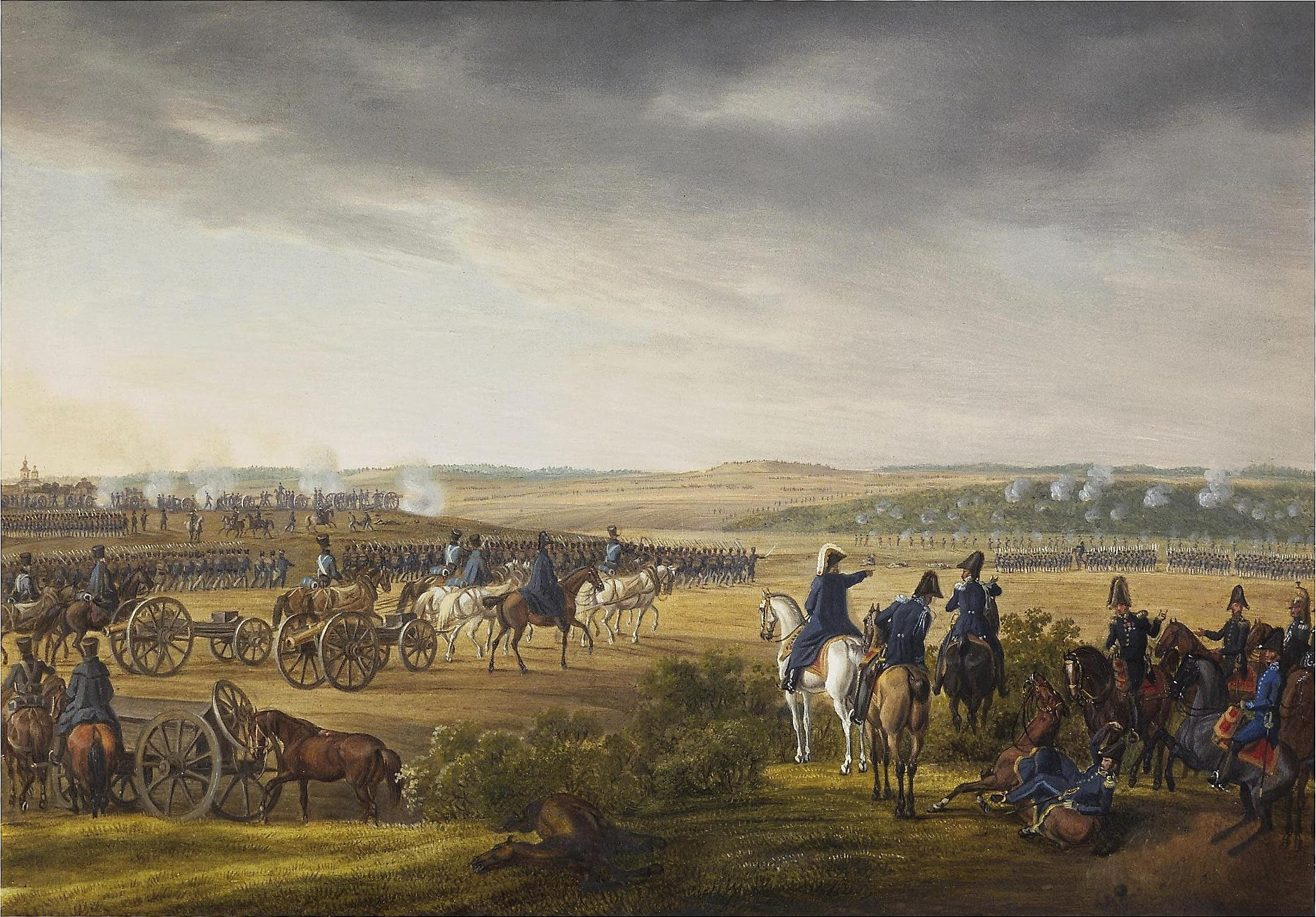
Slaget vid Borodino.

Det tredje stridsområdet var runt byn Utitsa. Byn var vid den södra änden av de ryska ställningarna och låg längs den gamla Smolenskvägen. Det ansågs vara en potentiell svag punkt i försvaret då en marsch längs vägen kunde vända hela ställningen vid Borodino. Trots dess svaghet var området ett fält av gropig mark som var täckt av täta snårskogar, väl lämpad för att placera lätt infanteri. Skogen var tät, marken var sumpig och ryska jägarsoldater utplacerades där i stort antal. Den ryske generalen Nikolaj Tutjkov hade cirka 23 000 soldater, men hälften av dessa var otränade Opoltjenije (milis) som endast var beväpnade med spjut och yxor och som inte var redo att skickas ut. Poniatowski hade omkring 10 000 utbildade och stridshungriga soldater, men hans första försök gick inte bra. Han insåg genast att hans trupper och artilleri inte kunde röra sig genom snårskogen mot de ryska jägarnas ställningar, så han fick vända tillbaka till Jelnija och flyttade sedan österut. Tutjkov hade utplacerat sitt första grenadjärregemente i en linje och utvidgade den med den 3:e avdelningen i bataljonkolonner. Fyra regementen skickades bort för att hjälpa till i försvaret av redutterna som var under strid och två jägarregementen utplacerades i Utitsaskogen, vilket försvagade ställningen. Den polska kontingenten kämpade om byn Utitsa, erövrade den under sitt första försök men Tutjkov hade kastat ut de franska styrkorna vid kl. 08:00. General Jean-Andoche Junot ledde de Westfaliska trupperna att gå med i anfallet och återerövrade Utitsa, som dock sattes i brand av de flyende ryssarna. Efter byns erövring fortsatte ryssarna och polackerna att strida och bombardera varandra för resten av dagen utan större framgång. Den hårda undervegetationen belastade Poniatowskis mödor men så småningom var han nära att skilja  Tutjkov från resten av de ryska trupperna. General Barclay skickade hjälp i form av Karl Gustav von Baggovut med Konovnitzyn som stöd. Polackernas framsteg i denna strid var därmed förlorat.

### Napoleon vägrar att skicka ut sitt garde

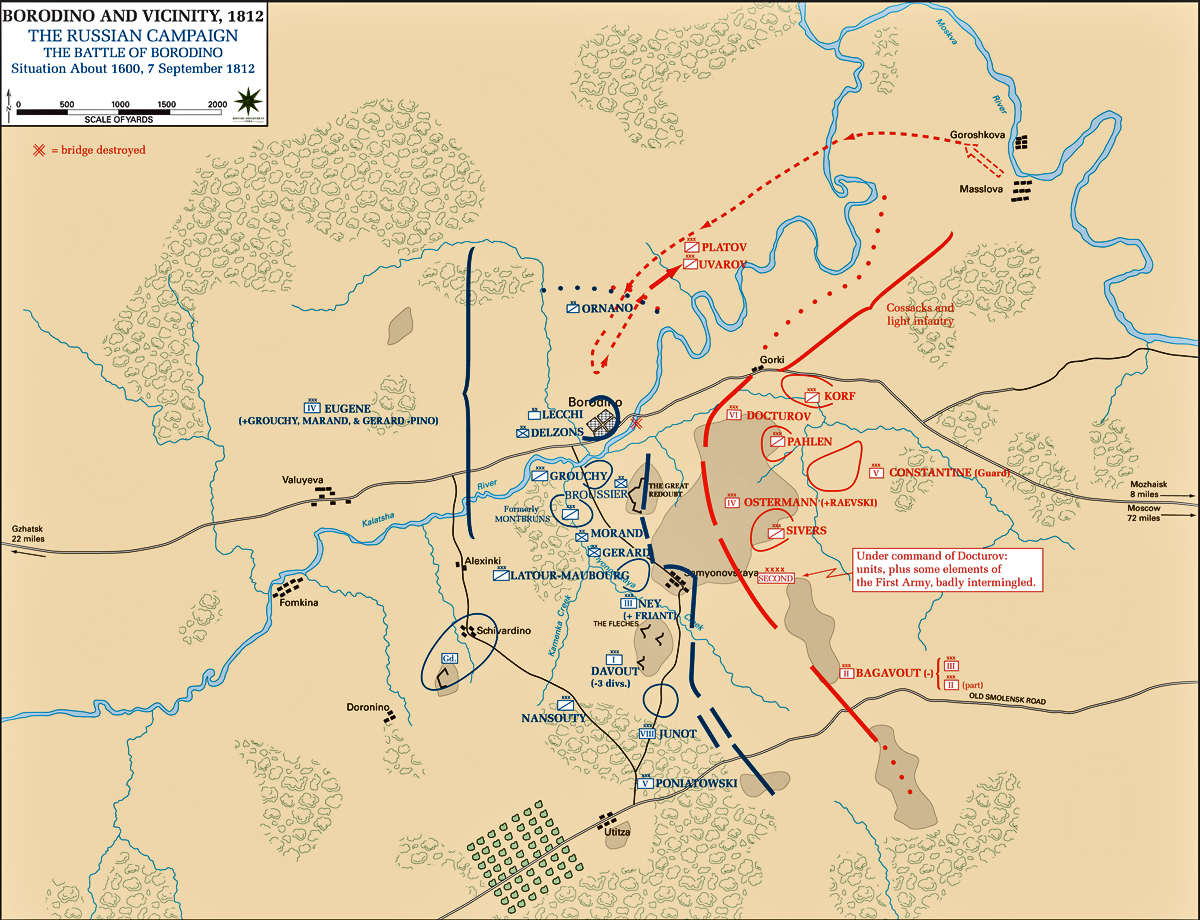
Truppernas uppställningar under slagets slutskede, kl. 16:00.

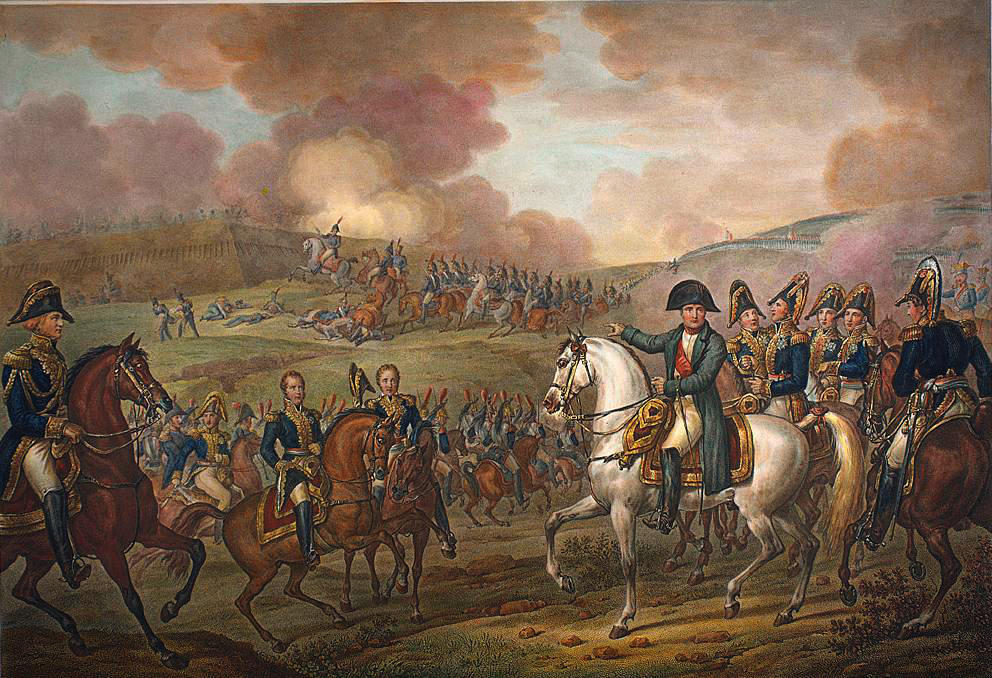
Napoleon talar med sina generaler, av Carle Vernet och Hippolyte Lecomte, 1800-talet.

Mot kl. 15:00, efter flera timmar av tappert och orubbligt motstånd, var den ryska armén i trångmål, men de mer tappra franska styrkorna var utmattade och hade varken tillräcklig uthållighet eller den oumbärliga viljan att genomföra ytterligare angrepp mot fiendens linje. Vid denna avgörande tidpunkt red Murats stabschef, general Augustin Daniel Belliard, direkt till kejsarens högkvarter och som enligt general Ségur, som skrev en redogörelse för fälttåget, sa till honom att den ryska linjen hade brutits itu, att vägen till Mozjajsk, bakom den ryska linjen, var synlig genom den gapande luckan som det franska anfallet hade trängt in, att en enorm folkmassa av rymlingar och vagnar var i full reträtt och att ett sista slag skulle vara tillräckligt för att avgöra den ryska arméns och även hela krigets öde. Generalerna Daru, Dumas och marskalk Louis Alexandre Berthier deltog också i samtalet och berättade för kejsaren att alla trodde det var dags för imperialgardet att delta i striden. Med tanke på det häftiga ryska försvaret var alla medvetna om att en sådan handling skulle kosta livet på tusentals gardister, men man trodde att närvaron av denna prestigefyllda truppenhet skulle stärka hela arméns moral för ett sista, avgörande slag. Ett beaktansvärt undantag var marskalk Bessières, befälhavaren för gardeskavalleriet, som var en av de få ledande generaler som starkt avrådde gardets ingripande. Medan generalstaben diskuterade saken anlände general Rapp, kejsarens biträdande adjutant, från slagfältet efter att ha blivit sårad i strid. Han tillrådde genast kejsaren att gardet skall göras redo för strid, på vilken kejsaren sägs ha svarat: "Jag kommer absolut inte göra det; jag vill inte ha den sprängd i luften. Jag är säker på att vinna striden utan dess ingripande”. Napoleon, som var fast besluten att inte skicka ut denna sista, dyrbara reservtrupp så långt borta från Frankrike, avfärdade ytterligare en sådan begäran, denna gång från marskalk Ney. Istället beordrade han befälhavaren för det "Unga gardet", marskalk Mortier, att bevaka slagfältet utan att flytta sina trupper framåt eller bakåt. Samtidigt påbörjade han en omfattande spärreld med sina 400 kanoner.

### Resultat

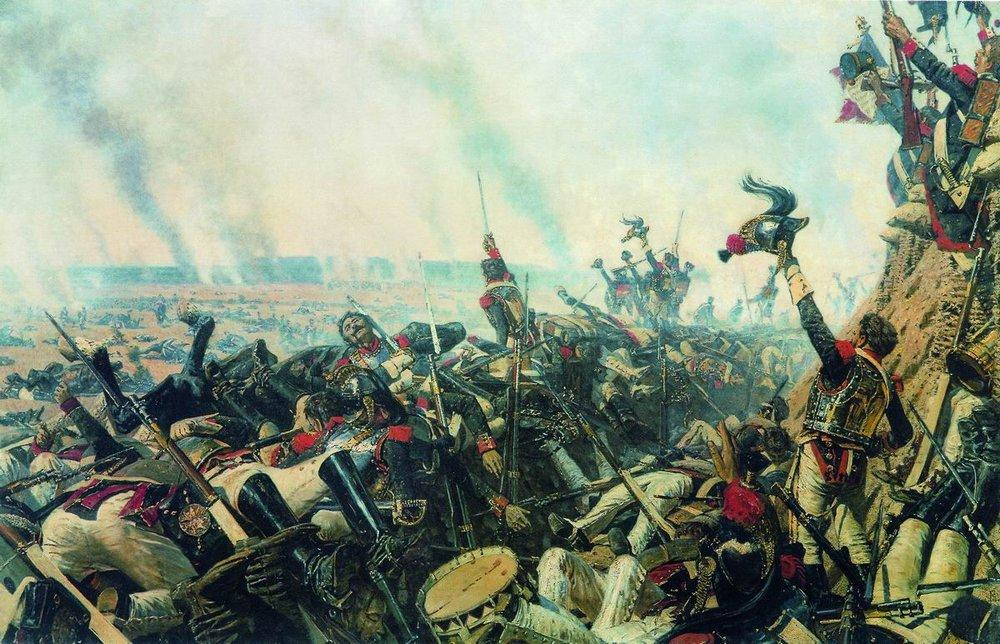
Slutskedet av slaget vid Borodino.

Napoleon gick fram för att betrakta tillståndet från den tidigare ryska frontlinjen strax efter erövringen av redutterna. Ryssarna hade i stor oordning flyttat till nästa åslinje, men denna oordning syntes inte från det avståndet på grund av all damm och smog som skapats av en armé på språng. Kutuzov beordrade det ryska gardet att hålla linjen, vilket de gjorde. Hela artilleriet som den franska armén hade var inte tillräckligt för att förflytta den. Dessa kompakta fyrkanter var utmärkta måltavlor för artilleriet och det ryska gardet stod orörligt på plats från 16:00 till 18:00 under beskjutning, vilket ledde till stora förluster. Allt Napoleon kunde se var ett stort antal trupper på avstånd och därmed gjordes ingenting mer. Varken anfallet, som förlitat sig på råstyrka, eller vägran att använda gardet för att avsluta dagens strid visade någon briljans på Napoleons sida. 
Endast felplaceringen av de ryska styrkorna från Kutuzov över både Bagrations och Barclays invändningar förhindrade den franska armén från att förintas den dagen, både den preussiska stabsofficeren Karl von Clausewitz, historikern och framtida författaren av Om kriget, och tsar Alexander I av Ryssland noterade att i synnerhet den dåliga trupplaceringen orsakade det haltande ryska försvaret. Barclay skickade meddeladen till Kutuzov för att få vidare instruktioner. Enligt Ludwig von Wolzogen (på ett referat baserat mycket på sarkasm) hittade man befälhavaren en halvtimme bort på vägen till Moskva, slog läger med ett följe av unga adelsmän och gjorde ett storslaget uttalande om att han nästa dag skulle driva ut Napoleon. Kutuzov, trots sitt skrävlande, visste utifrån rapporter att hans armé hade blivit alltför illa tilltygad för att utkämpa en fortsatt strid följande dag. Han visste precis vad han gjorde: genom detta fältslag kunde han nu retirera med den ryska armén som fortfarande var intakt, övervaka dess återhämtning och tvinga de försvagade franska styrkorna att gå ännu längre från sina resursbaser. Den 8 september flyttades den ryska armén bort från slagfältet i två kolonner till Semolino, vilket gjorde att Napoleon kunde inta Moskva och vänta i fem veckor på en rysk kapitulation som aldrig skulle komma.

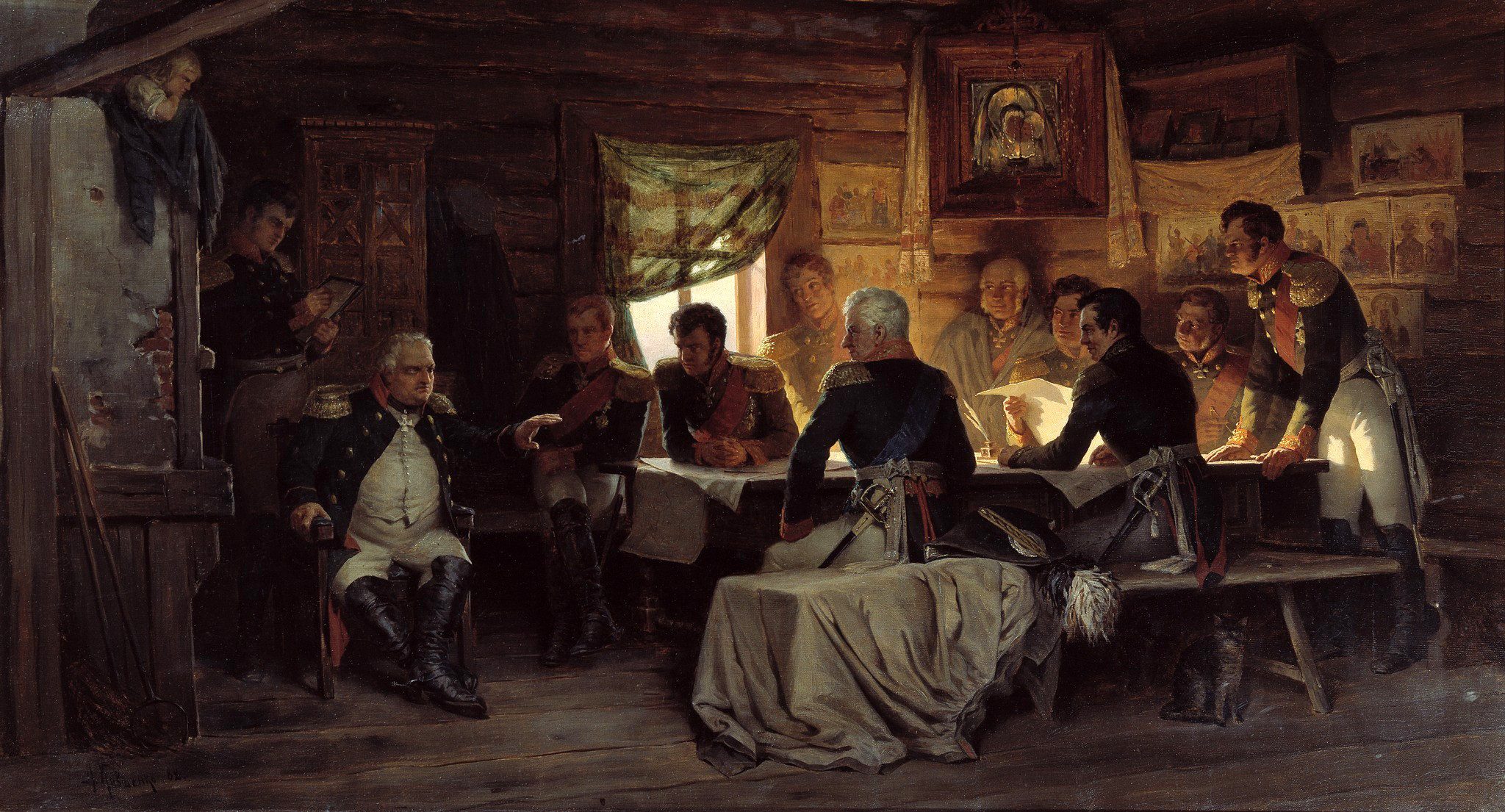
Kutuzovs krigsråd i byn Fili, den 13 september 1812.

Kutuzov proklamerade under loppet av flera dagar att den ryska armén skulle slåss igen framför Moskvas murar. Tidigare valde man en anläggning nära Poklonnaja Gora, några kilometer från Moskva, som en lämplig stridsplats. Dock hade den ryska armén inte tillräckligt med förstärkningar, och det var för riskabelt att klamra sig fast vid Moskva till varje pris. Kutuzov förstod att det ryska folket aldrig ville överge Moskva, staden som betraktas som Rysslands "andra huvudstad"; men han antog att den ryska armén inte hade tillräckligt med trupper för att beskydda staden. Kutuzov sammankallade då ett krigsråd på natten den 1 september vid byn Fili. I en livlig debatt mellan fyra mot fem ledamöter som ville uppbåda en ny strid bekräftade Kutuzov, efter att ha lyssnat på varje general, ett förslag om reträtt. Således försvann den sista stridschansen innan Moskva intogs av Napoleons trupper.

## Förluster

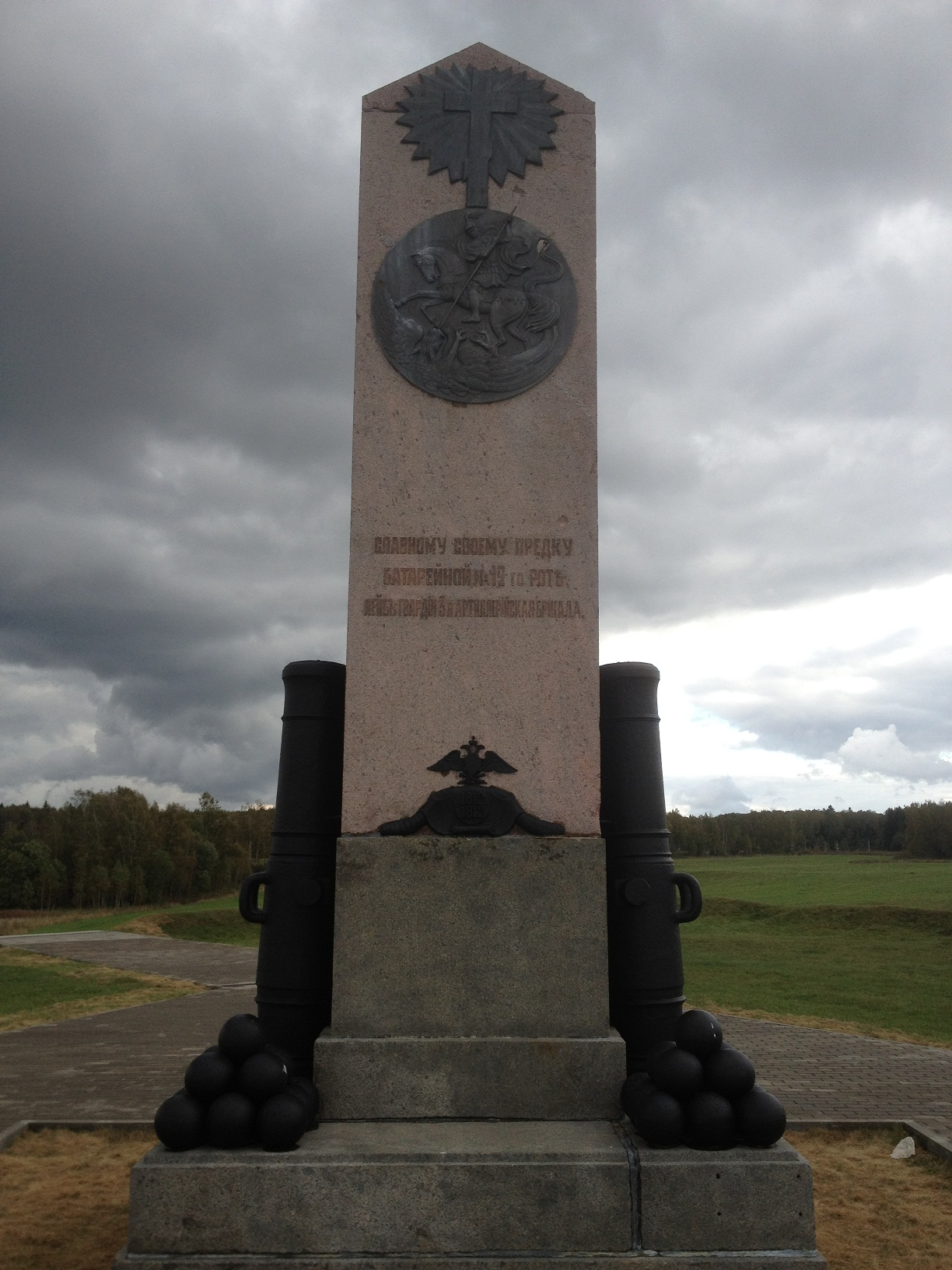
Monument över "Shevardinos redutt".

Slagets förluster var häpnadsväckande. Enligt den franska generalstabens inspektör P. Denniee förlorade La Grande Armée cirka 28 000 soldater: 6 562 (inklusive 269 officerare) rapporterades döda och 21 450 som sårade. Men enligt den franska historikern Aristid Martinien hade minst 460 franska officerare (kända under deras namn) dödats i strid. Totalt förlorade Grande Armée 1 928 döda och sårade officerare, inklusive 49 generaler. Dödssiffran inkluderade de franska avdelningsgeneralerna Auguste-Jean-Gabriel de Caulaincourt, Louis-Pierre Montbrun, Jean Victor Tharreau och brigadgeneralerna Claude Antoine Konferencier, François Auguste Damas, Léonard Jean Aubry Huard de Saint-Aubin, Jean Pierre Lanabère, Charles Stanislas Marion, Louis Auguste Marchand Plauzonne och Jean Louis Romeuf. 
Den franska armén led ett fatalt nederlag på slagfältet vid Borodino. Detta kom faktiskt kom att bli arméns dödsdom då de franska trupperna inte hade tillräckligt med mat för de friska, mycket mindre sjuka. Därför svalt lika många sårade soldater ihjäl, dog av sina skador eller omkom genom misskötsel. Förlusterna var för en enda stridsdag, medan de ryska siffrorna stod för både den 5:e och 7:e. Med samma redovisningsmetod för båda arméerna räknades den franska arméns förluster till 34 000–35 000 man. 
Cirka 52 000 ryska soldater rapporterades döda, sårade eller saknade, samt 1 000 tillfångatagna. Cirka 8 000 män skildes från sina enheter och återvände under de närmaste dagarna, vilket innebar att de totala ryska förlusterna räknades till 44 000 man. Tjugotvå ryska generaler dödades eller sårades, bland annat prins Bagration som avled av sina skador den 24 september. 
Historikern Gwynne Dyer jämförde blodbadet vid Borodino med "en fullastad Boeing 747 som havererar, med inga överlevande, var femte minut under åtta timmar." Om slaget tas som en endagsstrid inom ramen för Napoleonkrigen var detta det blodigaste slaget i denna rad av konflikter med en kombinerad förlustsiffra på mellan 64 000 och 65 000. Den näst dödligaste slaget skulle vara Waterloo, där cirka 55 000 man avled på en dag.
I historieskrivningen av denna strid skulle siffrorna vara avsiktligt högfärdiga eller förringade av de franska och ryska generalerna, detta för att försöka minska intrycket som siffrorna skulle ha på den allmänna opinionen. Intrycket avsåg både dem under slagets konsekvenser eller, av politiska skäl, senare under den kommande sovjettiden.

## Efter slaget

Napoleons reträtt från Moskva, av Adolph Northen.

Trots att slaget vid Borodino betraktas som en seger för Napoleon beskriver några gamla och samtida forskare Borodino som en fransk pyrrhusseger. Den ryske historikern Oleg Sokolov håller med om att Borodino utgjorde en pyrrhusseger för fransmännen, något som i slutändan skulle kosta Napoleon kriget och hans kejserliga krona, men vid den tidpunkten var inget av detta uppenbart för endera sidan. Sokolov tillägger att beslutet att inte skicka ut det franska imperialgardet räddade ryssarna från ett nederlag liknande den vid Austerlitz. Han hänvisar till marskalk Laurent de Gouvion Saint-Cyr, en av Napoleons bästa strateger, som analyserat striden och dragit slutsatsen att ett ingripande av imperialgardet skulle ha rivit den ryska armén i bitar. Då skulle Napoleon säkert kunna fullfölja sina planer på att ta vinterkvarter i Moskva och återuppta sitt framgångsrika fälttåg på våren alternativt erbjuda tsaren acceptabla fredsvillkor. Digby Smith kallar Borodino ett "oavgjort" slag men anser att eftervärlden visade Napoleon rätt i sitt beslut att inte skicka ut imperialgardet så långt borta från sitt hemland. Enligt Christopher Duffy skulle slaget vid Borodino ses som ett nytt slag vid Torgau under 1800-talet, då båda sidor led fruktansvärda förluster, men endera sidan kunde inte uppnå sina taktiska mål och själva striden fick inget tydligt resultat, även om båda sidor hävdade striden som sin egen seger.
Men under ett långt utnötningskrig var striden bara en fransk förlustkälla där de förlorade män i förhållandet två mot en. Både fransmännen och ryssarna var illa tilltygade, men ryssarna hade reservtrupper och en tydlig fördel inom krigets militära logistik. Den franska arméns förnödenheter forslades via en lång sträcka kantad av fientliga trupper. Historikern Riehn menade att så länge den ryska armén fanns kvar fortsatte den franska armén att förlora. Denna seger kostade slutligen Napoleon sin armé, eftersom det lät den franska kejsaren fortsätta tro på att fälttåget skulle kunnat vinnas; detta förödde hans styrkors krafter när han gick vidare till Moskva för att invänta en kapitulation som aldrig skulle komma. Riehn konstaterade att segern vid Borodino tillät Napoleon att gå vidare till Moskva, där den franska armén – trots nya förstärkningar – kunde räkna högst 95 000 soldater, vilka skulle vara illa rustade för att vinna en strid på grund av brist på förnödenheter och ammunition. La Grande Armée kom att förlora 66 procent av sitt manskap under reträtten från Moskva; snö, svält och tyfus resulterade i att endast 23 000 män var vid liv när armén korsade den ryska gränsen. Medan den ryska armén led stora förluster under striden, hade den däremot återhämtat sig fullt ut vid tiden för Napoleons reträtt från Moskva. Så de ryska trupperna började genast jaga och plåga de flyende franska trupperna, vilket kostade Napoleons kvarvarande armé ytterligare liv.